# Moneta tumulicola
Moneta tumulicola là một loài nhện trong họ Theridiidae.
Loài này thuộc chi Moneta. Moneta tumulicola được Chuandian Zhu miêu tả năm 1998.